# How I Go
How I Go é o sexto álbum de estúdio do guitarrista de blues estadunidense Kenny Wayne Shepherd.
O álbum foi lançado no dia 02 de Agosto de 2011.

## Faixas
| N.º | Título                      | Duração |  |
| 1.  | "Never Lookin' Back"        | 4:15    |  |
| 2.  | "Come On Over"              | 3:54    |  |
| 3.  | "Yer Blues"                 | 4:42    |  |
| 4.  | "Show Me the Way Back Home" | 5:23    |  |
| 5.  | "Cold"                      | 4:00    |  |
| 6.  | "Oh, Pretty Woman"          | 3:52    |  |
| 7.  | "Anywhere the Wind Blows"   | 5:30    |  |
| 8.  | "Dark Side of Love"         | 4:21    |  |
| 9.  | "Heat of the Sun"           | 5:23    |  |
| 10. | "The Wire"                  | 3:06    |  |
| 11. | "Who's Gonna Catch You Now" | 4:32    |  |
| 12. | "Backwater Blues"           | 7:11    |  |
| 13. | "Strut"                     | 3:38    |  |

## Paradas musicais
Álbum - Billboard (North America)
| Ano  | Parada Musical    | Posição |
| ---- | ----------------- | ------- |
| 2011 | Top Rock Albums   | 11      |
| 2011 | Top Blues Albums  | 1       |
| 2011 | The Billboard 200 | 52      |
| 2012 | Top Blues Albums  | 1       |

Singles - Billboard (North America)
| Ano  | Canção               | Parada Musical | Posição |
| ---- | -------------------- | -------------- | ------- |
| 2011 | "Never Lookin' Back" | Rock Songs     | 47      |